# Denops albofasciatus
Espèce
Denops albifasciatus est une petite espèce d'insectes de l'ordre des coléoptères et de la famille des Cleridae.
C'est un insecte réputé utile et nécessaire aux équilibres écologiques, car petit prédateur d'insectes se développant dans le bois ou le bois mort : Bostrichidae (dont Xylopertha retusa), longicornes (tels que Trichoferus fasciculatus,) et autres Buprestidae. Son profil « tubiforme » lui permet de pénétrer dans les galeries creusées par ces insectes. Qu'il soit à l'état de larve ou adulte, il les attaque et les consomme.
Il est pour cette raison considéré comme un bon bioindicateur (en milieu planté d'arbres), voire comme auxiliaire des cultures (d'olivier, pistachier, figuier ou vigne par exemple,,).

## Galerie d'images

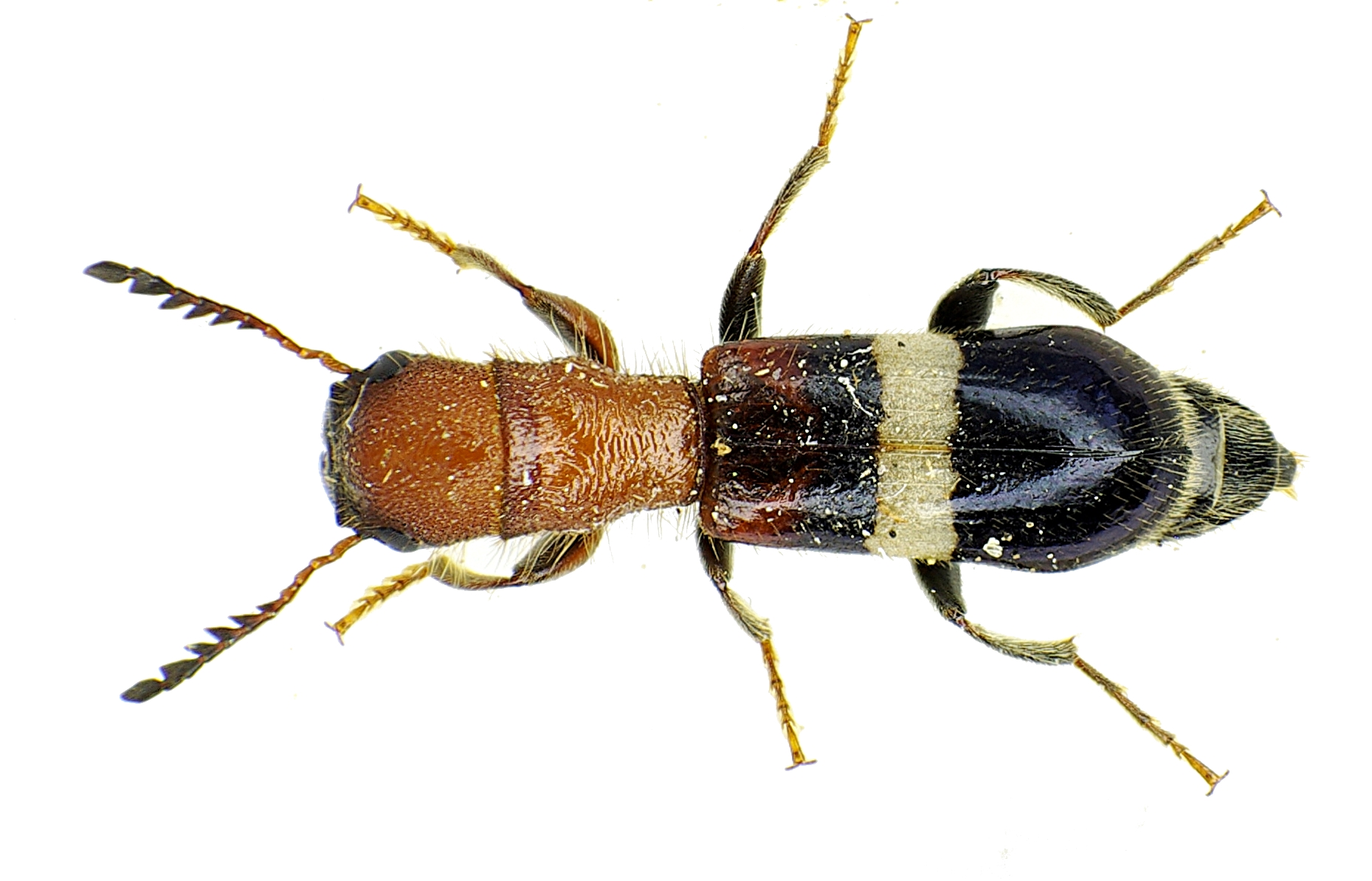
Denops albofasciatus
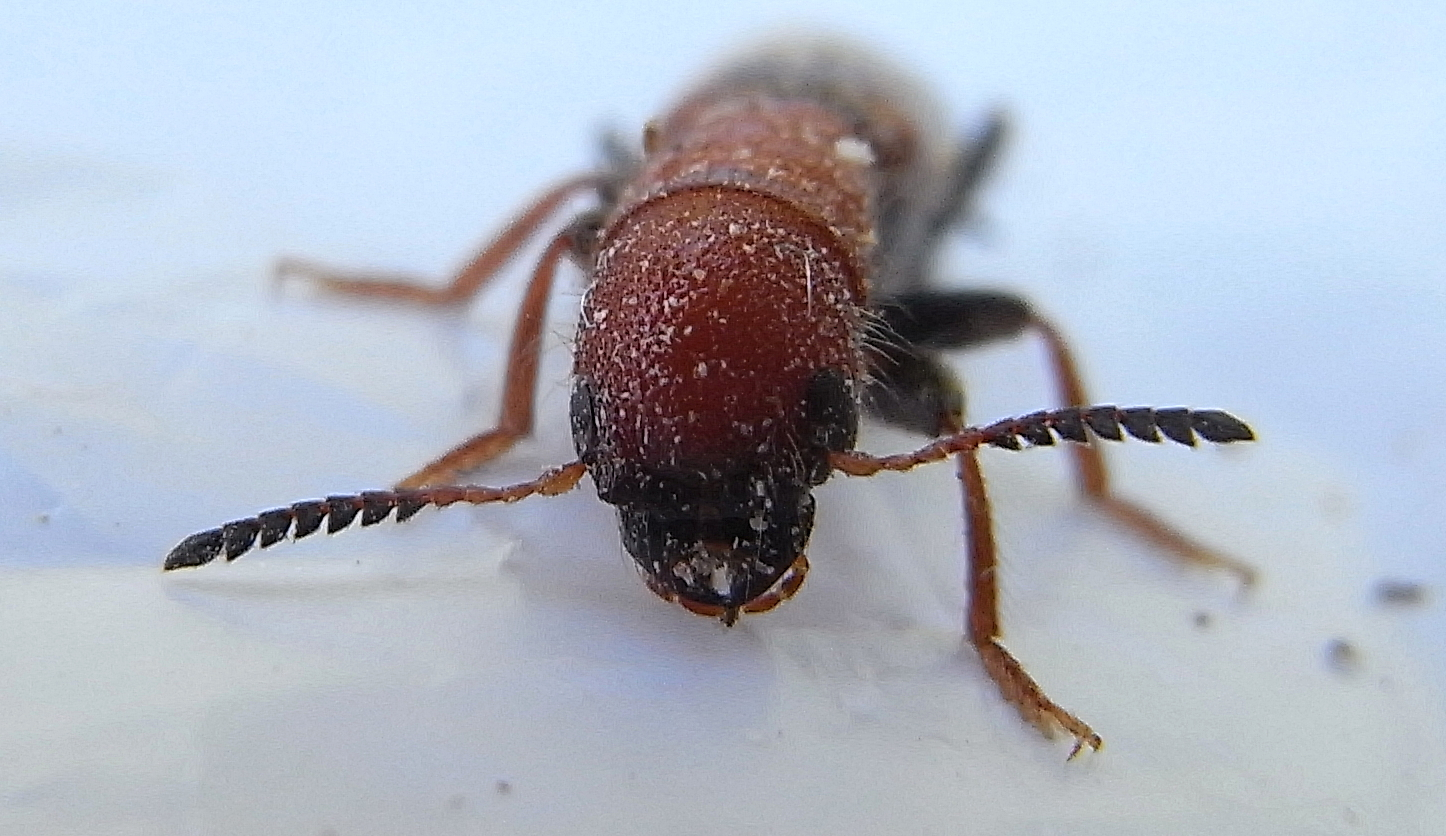
De face
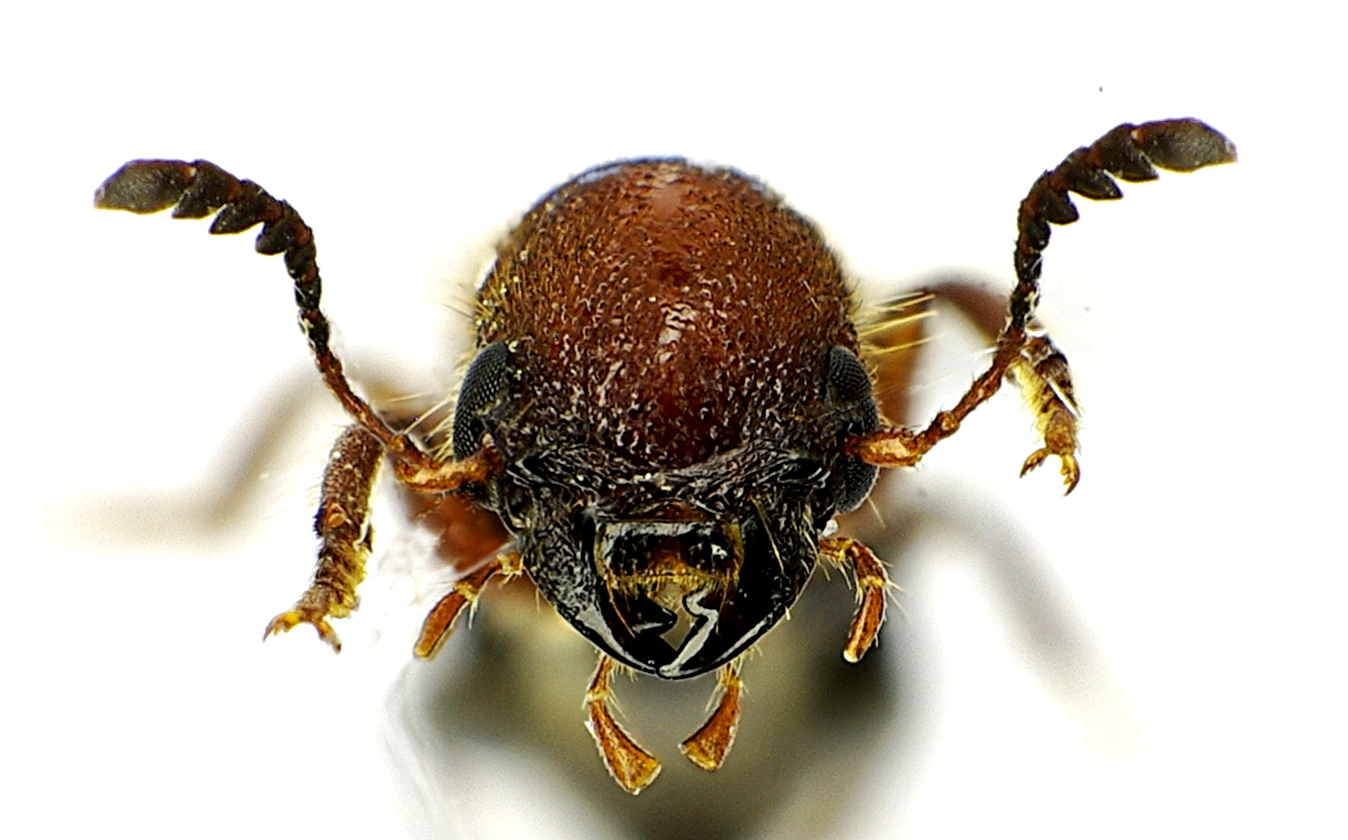
De face
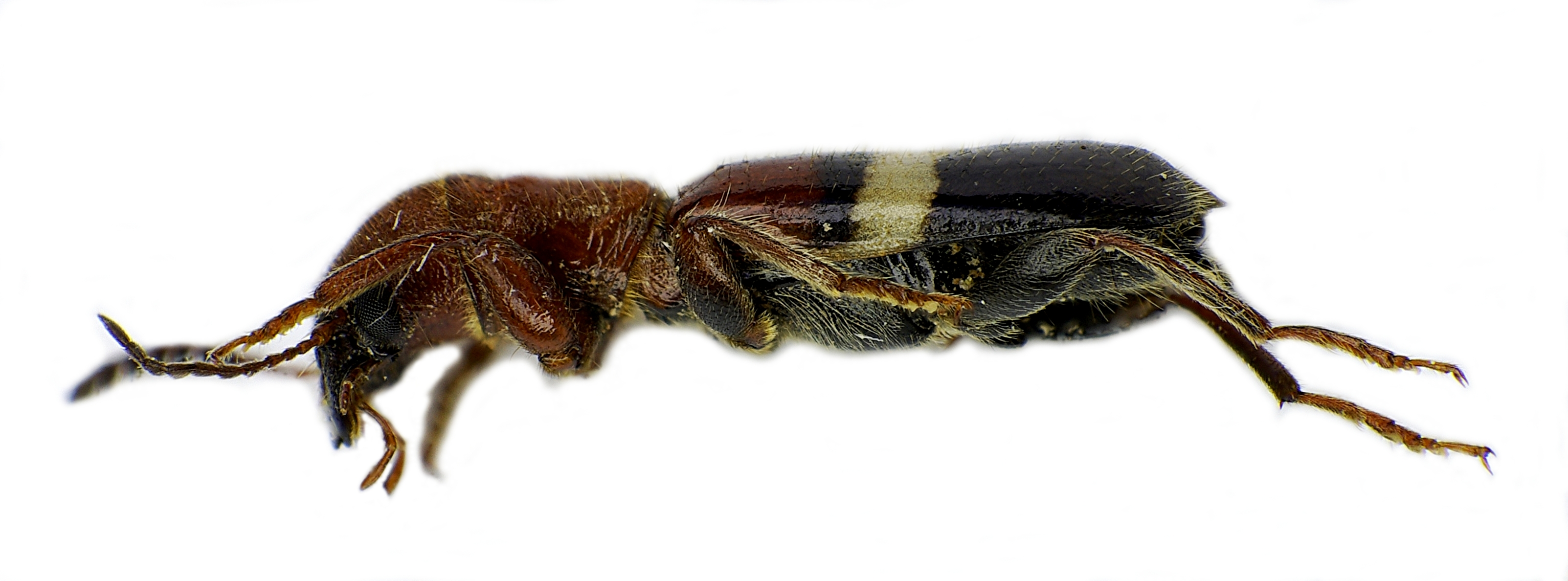
De profil
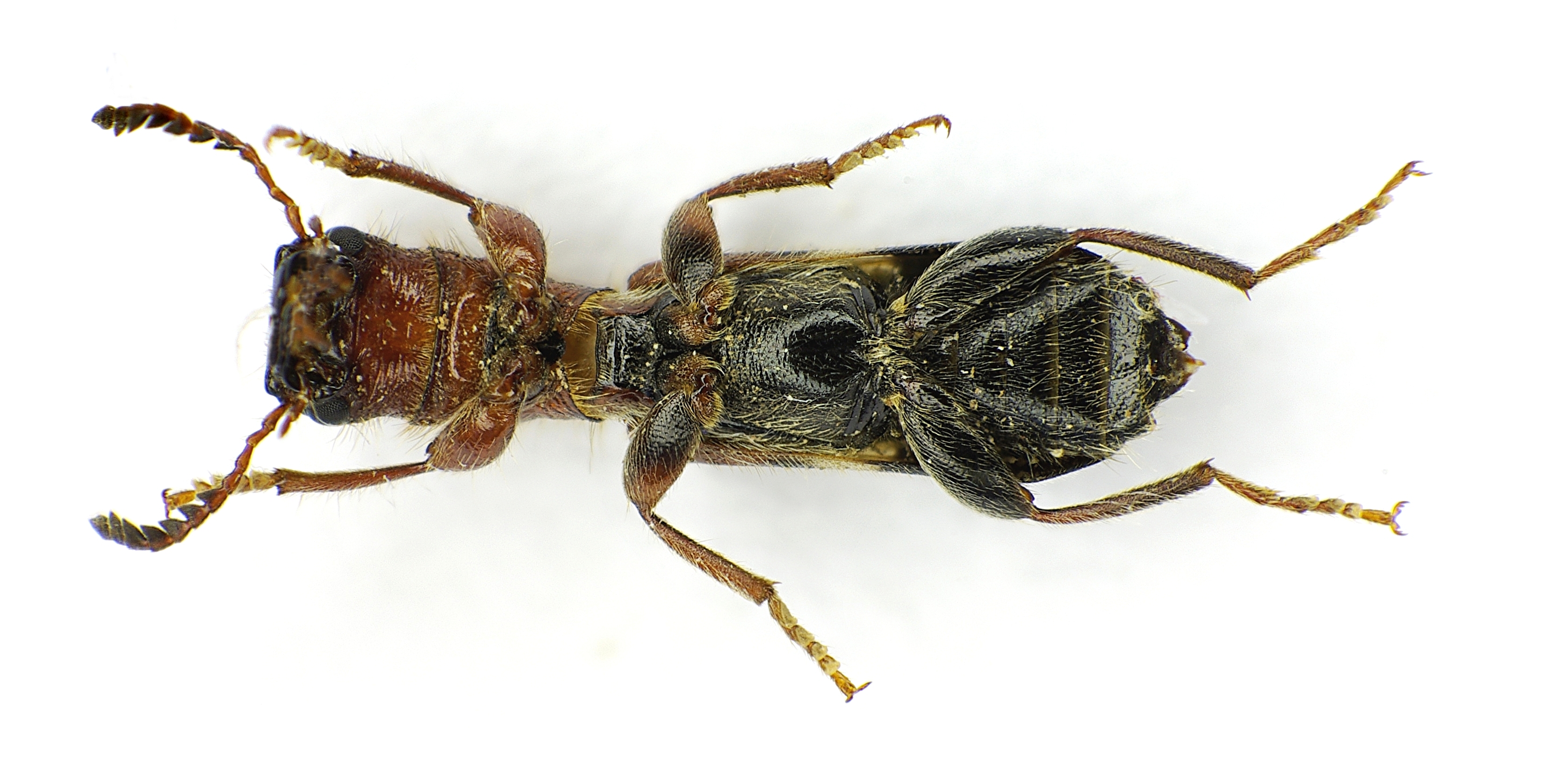
Face ventrale
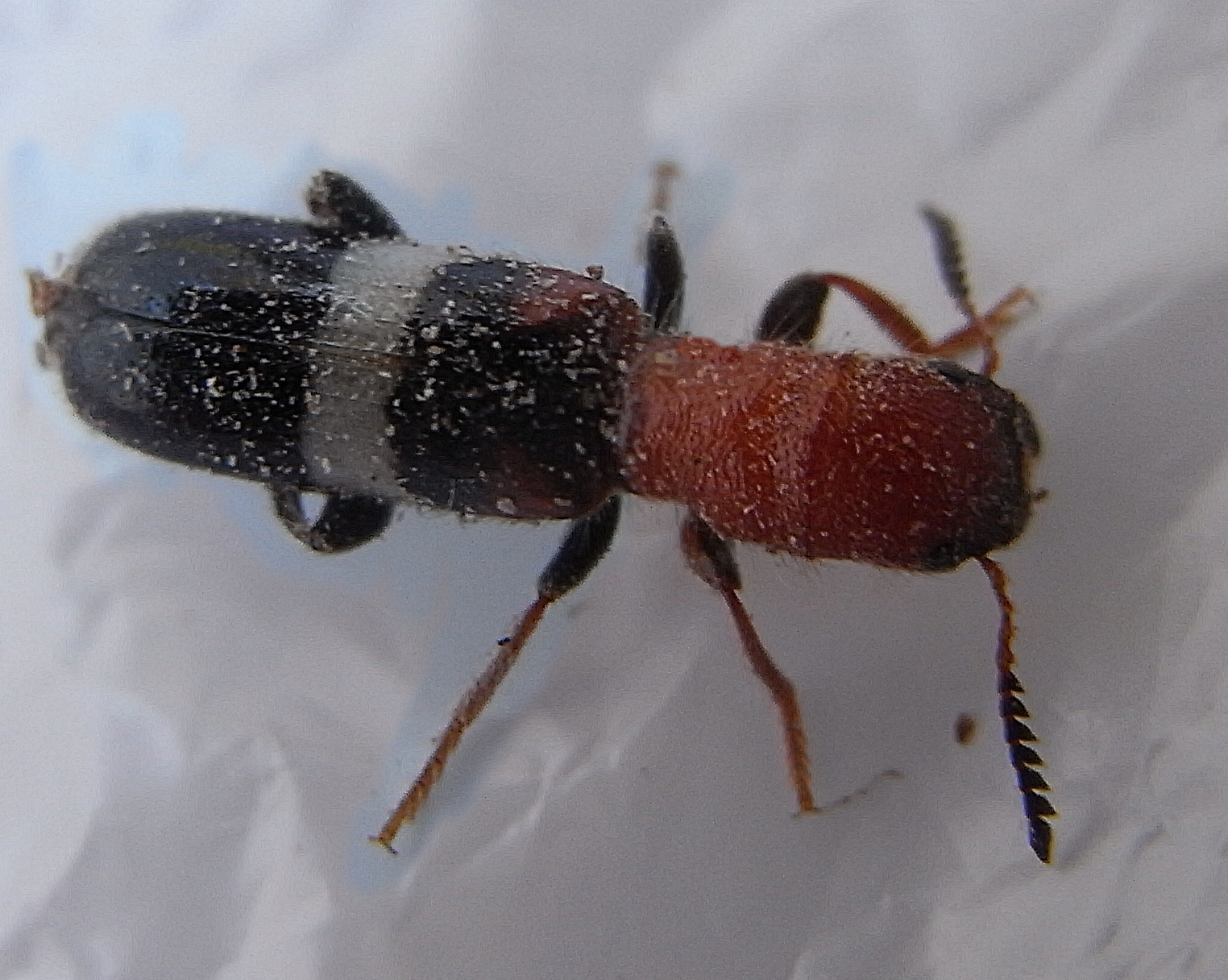